# Episodi di Tutti al college (terza stagione)
La terza stagione della serie televisiva Tutti al college è stata trasmessa in anteprima negli Stati Uniti d'America dalla NBC tra il 21 settembre 1989 e il 3 maggio 1990.
| nº | Titolo originale                   | Titolo italiano                          | Prima TV USA      | Prima TV Italia |
| -- | ---------------------------------- | ---------------------------------------- | ----------------- | --------------- |
| 1  | Strangers on a Plane               | Incontro in aereo                        | 21 settembre 1989 |                 |
| 2  | The Heat Is On                     | Che caldo!                               | 12 ottobre 1989   |                 |
| 3  | The Hat Makes the Man              | Il cappello fa l'uomo                    | 19 ottobre 1989   |                 |
| 4  | To Have and Have Not               | Avere e non avere                        | 26 ottobre 1989   |                 |
| 5  | Forever Hold Your Peace            | Oppure taccia per sempre                 | 2 novembre 1989   |                 |
| 6  | Delusions of Daddyhood             | Illusione di paternità                   | 9 novembre 1989   |                 |
| 7  | Wedding Bells from Hell            | Fiori d'arancio sì o no?                 | 16 novembre 1989  |                 |
| 8  | Great Expectations                 | Grandi speranze                          | 30 novembre 1989  |                 |
| 9  | Answered Prayers                   | Preghiere esaudite                       | 7 dicembre 1989   |                 |
| 10 | For Whom the Jingle Bell Tolls     | Per chi suonano i campanellini di Natale | 21 dicembre 1989  |                 |
| 11 | Under One Roof                     | Sotto lo stesso tetto                    | 4 gennaio 1990    |                 |
| 12 | Here's to Old Friends              | Un brindisi ai vecchi amici              | 11 gennaio 1990   |                 |
| 13 | The Power of the Pen               | Il potere della penna                    | 18 gennaio 1990   |                 |
| 14 | Pride and Prejudice                | Orgoglio e pregiudizio                   | 25 gennaio 1990   |                 |
| 15 | Success, Lies and Videotape        | Successo, bugie e videotape              | 8 febbraio 1990   |                 |
| 16 | A World Alike                      | Il boicottaggio                          | 15 febbraio 1990  |                 |
| 17 | That's the Trouble with You All    | Il problema con tutti voi                | 22 febbraio 1990  |                 |
| 18 | A Campfire Story                   | Una storia da falò                       | 1º marzo 1990     |                 |
| 19 | Hillman Isn't Through with You Yet | Hillman non ha ancora finito con te      | 8 marzo 1990      |                 |
| 20 | 21 Candles                         | 21 candeline                             | 15 marzo 1990     |                 |
| 21 | Sweet Charity                      | Un caso umano                            | 29 marzo 1990     |                 |
| 22 | Soldier Boy                        | Il soldato                               | 5 aprile 1990     |                 |
| 23 | Getaway (Part 1 e 2)               | In vacanza: 1 e 2 Parte                  | 19 aprile 1990    |                 |
| 24 | Getaway (Part 1 e 2)               | In vacanza: 1 e 2 Parte                  | 26 aprile 1990    |                 |
| 25 | Perhaps Love                       | Dubbi d'amore                            | 3 maggio 1990     |                 |